# بهیتاباریا
بهیتاباریا (به لاتین: Bhitabaria) یک روستا در بنگلادش است که در استان باریسال و در ناحیه پیروج‌پور واقع شده است.